# Арганда дел Реј
Арганда дел Реј (шп. Arganda del Rey) град је у Шпанији у аутономној заједници Мадрид у покрајини Мадрид. Према процени из 2008. у граду је живело 50.309 становника.

## Становништво
Према процени, у граду је 2008. живело 50.309 становника.
| 1981.  | 1991.  | 2001.  |
| ------ | ------ | ------ |
| 22.032 | 26.113 | 33.432 |

## Партнерски градови
- Ноази